# Хиббард, Холл
Холл Ли́вингстон Хи́ббард (англ. Hall Livingstone Hibbard; 1903 — 1996, Лос-Анджелес) — американский авиационный инженер, главный инженер корпорации «Lockheed». Родился в штате Канзас. 

## Биография
Получил степень бакалавра по физике и математике в колледже г. Эмпория (сейчас — Государственный Университет г. Эмпория) в 1925 году. Спустя два года окончил Массачусетский Технологический Институт. Работал чертёжником в компании «Stearman Aircraft Corporation», впоследствии перешёл в «Viking Flying Boat Company», возглавляемую Р. Гроссом. После покупки Гроссом в 1932 г. компании «Lockheed» занимал в ней пост главного конструктора. В «Lockheed» под его руководством работали знаменитые авиаконструкторы Кларенс «Келли» Джонсон и Уиллис Хокинс.
Холл Хиббард умер в 1996 году в Лос-Анджелесе в возрасте 92 лет.